# マーリヤ (歌手)
マーリヤ（Maarja）あるいはマーリヤ＝リース・イルス（Maarja-Liis Ilus、1980年12月24日 - ）は、エストニアの歌手。日本語では「マーヤ」と表記される。

## 来歴
4歳でミュージカル「Õnneseen」でデビューし、その後、エストニアTV児童合唱団にも参加した。1995年に最初のアルバム「Maarja-Liis」を発表し、1997年から1998年にかけてリリースされた「First in Line」は、エストニアだけではなく日本を含めたアジアや南米の国々で25万枚以上を売り上げた。
ユーロビジョン・ソング・コンテストにはエストニア代表として1996年と1997年に出場し、2004年と2005年はエストニアの得点を発表した。また、音楽活動以外にもミュージカルへの出演歴があり、Eesti otsib superstaari（エストニア版Idol）の審査員を務めたこともある。
1999年にはユニセフのエストニア国内大使に任命された。エストニアの国内大使が任命されたのは、この年が初めてのことであった。

### ユーロビジョン・ソング・コンテスト1996
1996年に開催されたユーロビジョン・ソング・コンテストでイヴォ・リンナと共に「Kaelakee hääl」を披露し、94点を獲得し5位となった。

### ユーロビジョン・ソング・コンテスト1997
前年に引き続き、エストニア代表としてユーロビジョン・ソング・コンテストに出場した。「Keelatud maa」を歌い、82点を獲得して8位となった。

### メロディーフェスティバル2003
2003年にユーロビジョン・ソング・コンテストのスウェーデン代表選考会であるメロディーフェスティバルに出場し「He is always on my mind」を歌ったが、準決勝4で6位に終わり、決勝に進めなかった。

### エウロラウル2004
2004年にユーロビジョン・ソング・コンテストのエストニア代表選考会であるエウロラウルに「Homme」で出場し、4位となった。

### 日本での活動
アルバム「First in line」は日本でも「風をだきしめて」というタイトルでリリースされ、その中の楽曲「First in line」はFM OSAKAの1998年2月のパワープレイ曲であった。また、2011年には来日し、「エストニア音楽祭」に出演した。

## ミュージカル出演歴
- Evita
- Cats
- Miss Saigon
- Sound of Music
- Rent

## ディスコグラフィー
アルバム
- Maarja-Liis (1996年)
- First In Line (1998年)
- Kaua Veel (1998年)
- First In Line (1998年) 日本盤『風をだきしめて』
- Heart (1998年) 日本語版
- City Life (2001年)
- Look around (2005年)
- Läbi jäätunud klaasi (2006年)
- Homme (2008年)
- Jõuluingel (2009年)
- Kuldne põld (2012年)

シングル
- First in Line (1996年)
- What In This World (1997年)
- Hold Onto Love (1998年)
- Hold Onto Love (1998年) 日本語版
- Just A Dream Away (1998年)
- Candle (1999年)
- A Need In My Life (1999年)
- All the Love You Needed (2001年)
- Say You Will (2002年)
- He Is Always On My Mind (2003年)
- Tulilinnud (2015年)
- Nii sind ootan (2015年)